# Audi TT

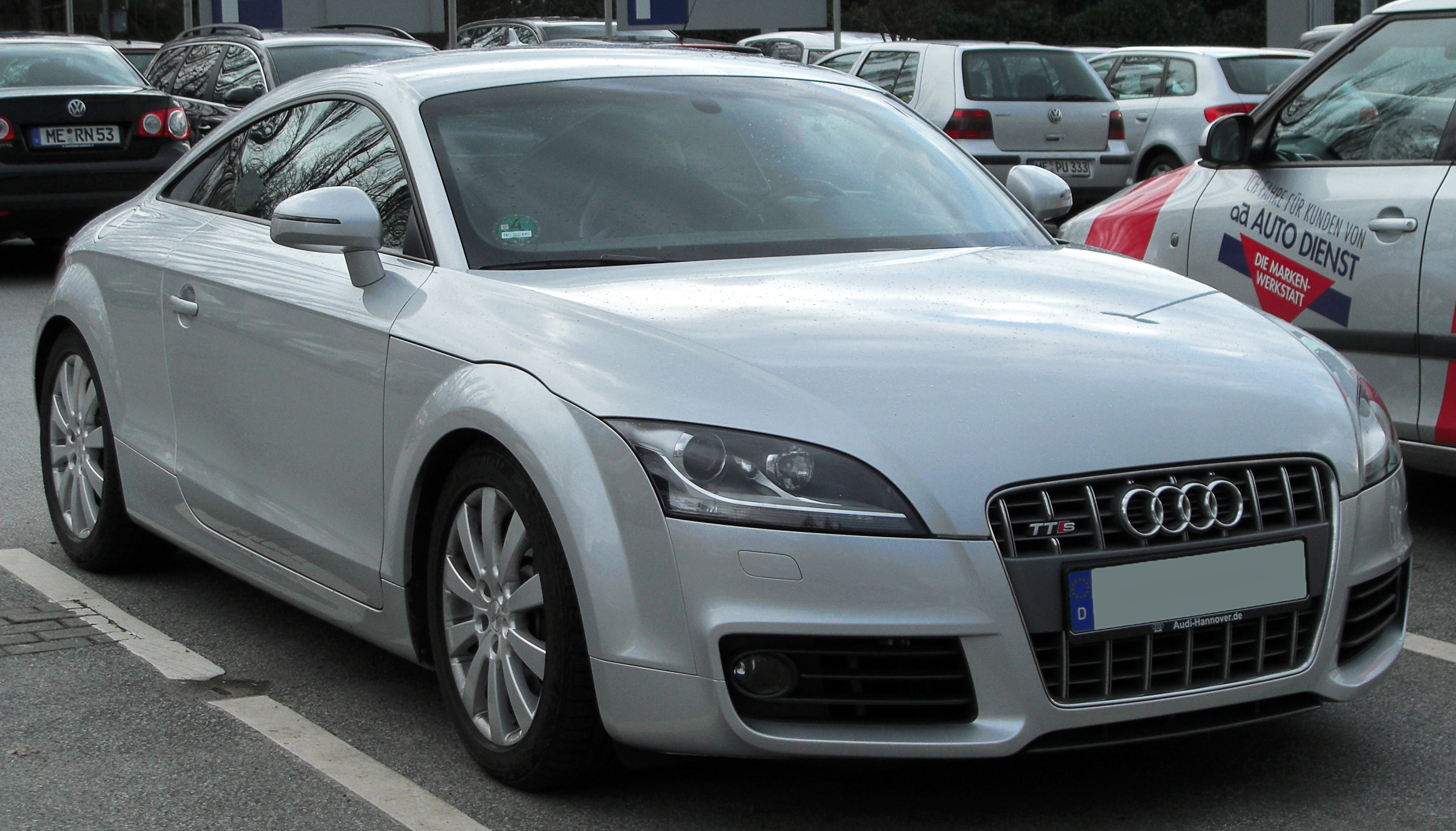
Audi TT (8J) génération.

L'Audi TT est un coupé 2+2, également disponible en roadster, du constructeur automobile allemand Audi, produite du 18 février 1998 au 10 novembre 2023 à 662 762 exemplaires en trois générations. Le nom de TT provient du modèle NSU Prinz TT (La marque NSU a été absorbée par Audi en 1977). Le nom TT signifie Tourist Trophy.

## Origines
Le développement de l'Audi TT débute au printemps 1994 au Centre de Design du Groupe Volkswagen. Le TT a d'abord été présenté comme concept car lors du salon de Francfort en 1995.

## 1regénération - Audi TT (8N)
Basés sur la plateforme technique A de Volkswagen, le coupé, proposé en septembre 1998 et le roadster, proposé en août 1999 sont initialement équipés d'un moteur quatre cylindres à cinq soupapes par cylindre, de 1.8 20 V turbo pour 180 chevaux avec une vitesse maximale de 238 km/h et une accélération de 0 à 100 km/h en 7,4 s. Le modèle supérieur, qui possède quatre roues motrices (option sur le modèle de 180 ch) délivre 225 ch avec une vitesse maximale de 253 km/h et le 0 à 100 km/h en 6,4 s. Un six cylindres de 3,2 L à la sonorité grave, d'une puissance de 250 ch à 6 300 tr/min, un couple de 320 N m à 2 800 tr/min et 6,2 s pour passer de 0 à 100 km/h, complète la gamme au début de 2003.
D'un point de vue esthétique, un aileron arrière dut être installé et la suspension modifiée en raison de problèmes de stabilité à haute vitesse. En effet, l'arrière s'allégeait à haute vitesse à cause de la forme de la voiture. L'aileron sert donc à ajouter de l'appui aérodynamique.
En octobre 2004, une transmission mécanique séquentielle DSG à double embrayage est proposée en option. Les vitesses passent en 200 millisecondes ce qui assure une linéarité aussi bien à l'accélération (identique à la version turbo) qu'en rétrogradant vers 3 250 tr/min avec un petit coup de gaz automatique pour faciliter l'enclenchement du rapport. Ce modèle est limité électroniquement à 250 km/h.

## 2egénération - Audi TT (8J)

### Design
Cette nouvelle génération de l'Audi TT change de dimensions mais son caractère sportif demeure présent. Jorge Diez, un designer automobile catalan, est à l'origine du style de l'Audi TT et s'est bien gardé de changer radicalement les formes qui ont réussi à la première version. Ces formes demeurent en rondeurs, sans arêtes nettes mais adoptent de nouveaux éléments stylistiques. C’est le cas de la calandre Single Frame, désormais présente sur toutes les Audi, des feux en amande étirés vers l’arrière et des prises d’air plus généreuses destinées à mieux refroidir le moteur. Les feux arrière sont des plus originaux, nouveau pour le style Audi en 2007 puis repris sur l'Audi R8. Ces feux high-tech composés de rectangles opaques forment des carrés lumineux.

### Technique
La marque aux anneaux remplace « son icône » par un modèle plus abouti au niveau aérodynamique. L’allongement de l'Audi TT profite au Cx : il passe de 0,34 à 0,30. Ainsi, le nouveau coupé est plus grand que l'ancien, plus profilé et dispose d'un aileron rétractable, qui se relève à partir de 120 km/h pour assurer un meilleur appui à la route. Il dispose d'un châssis développé spécifiquement pour ce modèle composé à 69 % d'aluminium.
Mais la réelle nouveauté, et le gros des ventes, provient du nouveau bloc 4 cylindres turbo essence à injection directe : le 2 litres TFSI de 211 ch. La TT est également à présent disponible avec une motorisation diesel, le 2.0 TDI de 170 ch, ainsi qu'une nouvelle motorisation essence, le 1,8 litre TFSI développant 160 ch. La transmission Quattro est présente de série sur les 2.0 TDI mais en option sur le 2.0 TFSI.
La TT est également disponible en version 2.0l TFSi 200 ch jusqu'en 2011, dont le bloc permet une accélération de 0 à 100 en 6,6 secondes et 241 km/h en vitesse de pointe.
La sonorité du 4 cylindres est rauque. L'Audi TT dispose également d'un intérieur soigné à l'image de la marque : cuir, aluminium et finition exemplaire. L'Audi TT est une concurrente de la Mercedes-Benz SLK et de la Peugeot RCZ.

### Audi TTS
L’appellation TTS est basée sur la tradition NSU avec le NSU Prinz TTS.

### Technique
L'Audi TTS, qui est disponible en coupé et roadster, s'offre une version suralimentée du 2,0 L TFSI déjà utilisé par Audi. Le bloc délivre 200 ch dans les versions normales, augmenté à 265 ch sur l'Audi S3 et atteint les 272 ch sur la TTS. Le bloc moteur, les culasses et les injecteurs ont été ainsi modifiés. Un système d’admission et d’échappement travaillé, couplé à un turbocompresseur optimise les performances du 2,0 L TFSI. Le couple fourni par cette motorisation est également important pour ce petit coupé : 350 N m, disponibles dès 2 500 tr/min. Audi annonce une consommation moyenne de 7,9 l/100 km. Avec une telle motorisation, la TTS est propulsée de 0 à 100 km/h en seulement 5,2 secondes et la vitesse maxi atteint les 250 km/h (bridée électroniquement).
Côté technologies, la suspension active Audi Magnetic Ride, inaugurée sur l'Audi R8 sera livrée de série. La transmission intégrale Quattro figure est présente, tandis que la boîte de vitesses à double embrayage S-Tronic sera disponible en option.

### Design
Sur le plan esthétique, peu de changement : la calandre trapézoïdale Single Frame chromée sur l'horizontale et la verticale, est toujours de mise. Un nouveau pare-chocs avant, de nouveaux bas de caisses et un nouveau diffuseur arrière recevant un échappement 4 sorties chromées. L'adoption du liseré de LED comme éclairage de jour fait son apparition comme sur l'ensemble de la gamme Audi. On retrouve par ailleurs, les rétroviseurs extérieurs aluminium, les jantes 18 ou 19 pouces à cinq branches doubles, les disques de freins ventilés et leurs étriers signés TTS, gage de sportivité.

### Audi TT-RS
Elle est équipée d'un moteur 5 cylindres en ligne de 2.5l TFSI développant 335 ch. Audi annonce un 0 à 100 km/h en 4,6 secondes.
Un modèle de cette série a été utilisé comme voiture de sécurité (Safety Car) pendant les 24 heures du Mans 2009,
La boîte S-Tronic fait son entrée sur le TT-RS en septembre 2010.
Depuis 2012, l'Audi TT RS Plus complète la gamme. Adoptant le même bloc que la TT RS, son moteur se voit augmenter de 25 CV pour passer à 360 chevaux, le poids est diminué et les performances augmentées, S-Tronic 0-100 km/h 4,1 s. Il s'agit de l'Audi TT la plus puissante de la gamme qui se place sur le même segment que les Porsche, Lotus ou la Nissan 370Z.

## 3egénération - Audi TT (8S)

### Phase 1
L'Audi TT 8S est présentée au salon international de l'automobile de Genève 2014 pour une commercialisation à la fin de l'année. Ce troisième opus repose sur la récente plate-forme MQB inaugurée par les Volkswagen Golf VII, Audi A3 8V et Seat León.

#### Motorisations
L'Audi TT de troisième génération reçoit deux motorisations essence et une motorisation diesel. L'offre essence comprend les 4-cylindres 1.8 TFSI de 180 ch et 2.0 TFSI de 230 ch, et en diesel le 2.0 TDI de 184 ch.

#### Finitions
- TT
- TT S-Line

#### Audi TTS

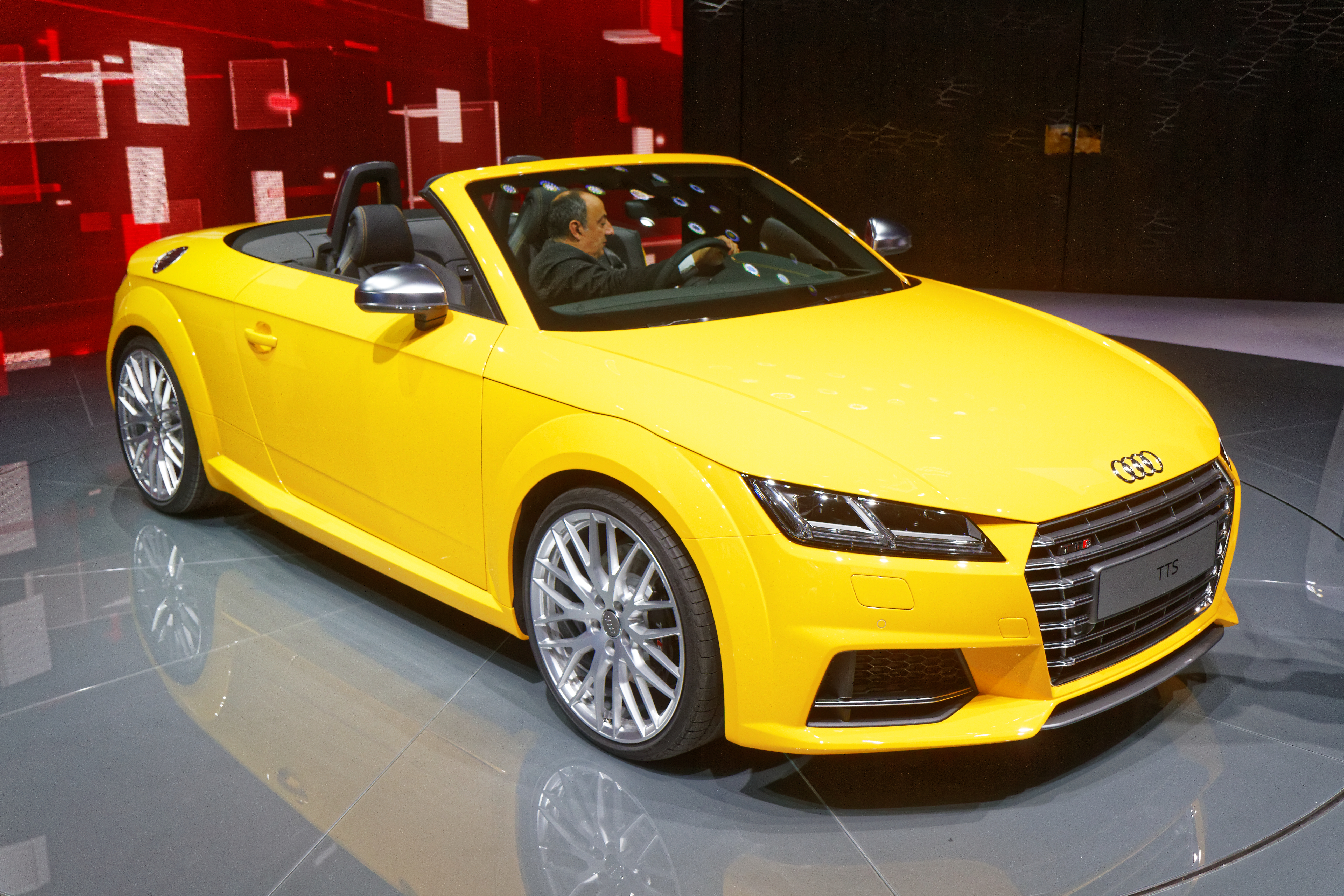
Audi TTS 8S Roadster

L'Audi TTS reçoit le 4-cylindres en ligne 2 litres poussé à 310 ch.

#### Audi TT RS
En 2016, au CES de Las Vegas, Audi dévoile la signature visuelle arrière de la TT RS avec la technologie OLED comme le montrent ses feux. La TT RS 8S est dévoilée au Salon de Pékin 2016 avant d'être commercialisée à l'automne 2016. Elle est dotée du 5-cylindres 2.5 TFSI 400ch. Elle est restylée en 2019.

### Phase 2
La version restylée de l'Audi TT III est présentée au Mondial Paris Motor Show 2018.

#### Motorisations
Le coupé et le roadster reçoivent deux motorisations essence de 2.0 litres de cylindrée, à savoir le 40 TFSI de 197 ch et le 45 TFSI de 245 ch, tous deux accouplés à la boîte de vitesses à double embrayage S tronic à sept rapports. La version TTS de 320 ch arrivera dans un second temps.
L'Audi TT est disponible avec la transmission Quattro en option, mais la phase 2 fait l'impasse sur les motorisations diesel et les boîtes manuelles.

#### Finitions
- TT base[8]
  - Pneus et jantes
    - Pneus 225/50 R17 94W
    - Contrôle de la pression de pneu
    - Kit de réparation de pneus (Tyre Mobility System)
    - Outillage de bord

  - Phares
    - Xenon plus
    - Circuit d'éclairage jour
    - Feu arrière en technique LED
    - Feux tout-temps
    - Fonctionnement intermittent des essuie-glace, avec détecteur de lumière/pluie
    - Sans lave-phares

  - Design extérieur
    - Baguettes enjoliveuses noires
    - Capot-moteur
    - Composants sans surface particulière
    - Sans spoiler avant
    - Spoiler arrière

  - Sièges
    - Sièges sport à l'avant
    - Accoudoir central à l'avant
    - Réglage en hauteur manuel des sièges avant
    - Sans appui lombaire dans les dossiers de siège

  - Design intérieur
    - Sans couleurs particulières
    - Sans cuir
    - Encarts décoratifs Micrometallic
    - Sans application
    - Baguettes de seuil dans les baies de porte avec application de métal

  - Matériaux
    - Sellerie en tissu

  - Maitrise du véhicule
    - Volant sport cuir multifonctions

  - Confort
    - Rétroviseur extérieur réglable/dégivrant électr.
    - Rétroviseur intérieur de sécurité réglage jour/nuit automatique
    - Climatisation mécanique
    - Verrouillage central avec radiocommande commande intérieure sans dispositif de sécurité "Safe"
    - Version fumeur, cendrier à l'avant

  - Infotainment
    - Audi Virtual Cockpit
    - MMI Radio
    - Sans appareil de navigation
    - Support d'entrée pour Multi Media
    - 4 haut-parleurs (passifs)
    - Interface électrique pour utilisation externe, AUX-IN
    - Préparation pour téléphone portable

  - Technologie & sécurité
    - Dispositif de limitation de vitesse
    - Drive select
    - Freins à disque à l'arrière
    - Freins à disque à l'avant
    - Airbag latéral à l'avant, avec airbag de tête
    - Airbag pour conducteur et passager avec désactivation de l'airbag du passager
    - Pas de finition de promotion
    - Rappel de ceinture de sécurité, contact électrique dans le boîtier de verrouillage
    - Système de marche/arrêt avec récupération
    - Trousse de secours avec triangle de présignalisation

  - Autres
    - 4BF
    - Avertisseur sonore deux tons
    - Coupé
    - Différenciation des classes de véhicule -FV0/FVR-
    - Moteur essence
    - Véhicules avec dispositions spéciales de revalorisation du produit

- S Line (base +)
  - Audi Connect ;
  - Châssis Sport ;
  - Jantes 10 branches de 18 pouces ;
  - Navigation MMI ;
  - Pack extérieur S line ;
  - Sellerie S line tissu Séquence/cuir noir.

##### Séries limitées
- TT 20 years : à l'occasion des 20 ans de l'Audi TT, la marque aux anneaux propose une série limitée à 999 exemplaires[9].
  - Badge "TT 20 years" sur le volant et le levier de vitesses ;
  - Feux arrière Matrix OLED ;
  - Jantes 19 pouces gris métallisé brillant ;
  - Peinture Gris Nano ou Gris Flèche ;
  - Plaque numérotée ;
  - Sellerie cuir Nappa brun« mokassin » (+ volant, soufflet du levier de boîte de vitesses, contreportes) ;
  - Sortie d'échappement inox avec finition mate;
  - Surpiqûres "panuka".

- TT RS 40 Jahre Quattro (40 exemplaires en Allemagne uniquement)[10].

##### Séries spéciales
- Competition Plus[11]
  - Étriers de freins rouges ;
  - Jantes Audi Sport 19" ;
  - Logo Audi noir ;
  - Pack cuir et pack aluminium étendu ;
  - Sièges Sport Plus ;
  - Sorties d’échappement et spoiler arrière noirs ;
  - Volant sport avec marquage 12h.

- Heritage[11]
  - Finitions aluminium et système audio Bang & Olufsen ;
  - Jantes Audi Sport 20" bronze mat ;
  - Optiques à LED ;
  - Pack cuir étendu ;
  - Sièges sport.

- RS Iconic Edition (2022)[12]
- Final Edition (2023)

#### Audi TT Clubsport Turbo concept
L'Audi TT Clubsport Turbo concept est un concept car présenté au Wörthersee Tour 2015. Ce concept car est doté du moteur avec cinq cylindres de 2,5 L de la TTRS auquel on a ajouté un compresseur à entraînement électrique couplé à un turbocompresseur. Ainsi la voiture peut développer 600 ch, un couple de 200 N m à bas régime et un couple de 600 N m entre 3 000 et 7 000 tr/min. Le constructeur annonce un 0 à 100 km/h en 3,6 s et une vitesse de pointe de 310 km/h. À sec, le véhicule ne pèse que 1 396 kg et l'équilibre des masses est assuré par l'implantation de l'embrayage multidisque sur l'essieu arrière. Bien qu'étant un concept, la suralimentation dont la voiture est équipée sera réutilisée sur le moteur V6 TDi de la marque.